# Escut antic de Sant Serni

Escut antic de Sant Serni

Antic escut municipal de Sant Serni, al Pallars Jussà. En un primer moment, en el període 1972 - 1999 fou adoptat com a escut del municipi de nova creació de Gavet de la Conca, que tenia la capitalitat en el poble de Gavet, de l'antic terme de Sant Serni. Fou substituït el 5 de març del 1999 per l'escut de Gavet de la Conca, de nova creació i adaptat a la normativa vigent sobre símbols oficials.

## Descripció heràldica
De gules, una mitra de bisbe d'argent ribetejada d'or.